# 1912 en exploration
Cet article présente les faits marquants de l'année 1912 en exploration.

## Évènements
- 17 janvier : l'expédition Terra Nova atteint le pôle Sud[1].
- 29 janvier : l’explorateur danois Barclay Raunkiær (en), venu par Constantinople, arrive à Koweit[2]. Début d’une expédition en Arabie durant laquelle il recueille d'importantes informations géographiques, ethnographiques et botaniques. De Koweït il atteint Riyad avec une caravane puis rejoint la côte du golfe Persique à Bahreïn via Hofuf. Il rentre à Copenhague en juin 1912 par Bombay et Trieste[3].
- 8 avril : début de la première « expédition de Thulé ». Les explorateurs danois Knud Rasmussen et Peter Freuchen partent de leur  base de Cap York au Groenland avec deux inuits et atteignent le Fjord de l'Indépendance[4].

## Décès
- 17 février : Edgar Evans (né en 1876), explorateur britannique.
- 17 mars : Lawrence Oates (né en 1880), explorateur anglais.
- 29 mars :
  - Edward Adrian Wilson (né en 1872), explorateur britannique.
  - Robert Falcon Scott (né en 1868), explorateur britannique.
  - Henry Robertson Bowers (né en 1883), explorateur écossais.